# Barragem de Corgas
A Barragem das Corgas, construída sobre o leito da ribeira de Isna (na bacia hidrográfica do Tejo), está localizada, na margem esquerda, na freguesia e no Município de Proença-a-Nova, e, na margem direita, na freguesia de Isna do Município de Oleiros, no Distrito de Castelo Branco, em Portugal.
A construção foi finalizada em 1991, sendo a principal reserva de água que abastece o Município de Proença-a-Nova.
Possui uma altura de 30 m acima do terreno natural e um comprimento de coroamento de 92 m.

## Albufeira
O nível de pleno armazenamento (NPA) é de 543 m, e o nível de máxima cheia (NMC) de 543 m. A área da albufeira ao nível de pleno armazenamento é de 110 x 1000 m². A capacidade total é 660 x 1000 m³ , mas a sua capacidade útil é só de 534 x 1000 m³.

## Descarregador de cheias
A barragem dispõe de um descarregador de cheias, de tipo orifício controlado por duas comportas. A cota da crista da soleira do descarregador é de 539,5 m, e o respectivo desenvolvimento da soleira atinge os 11,5 m. O caudal máximo descarregado é de 140 m³/s.